# Eaglesham
Eaglesham is een dorp in de Schotse council East Renfrewshire in het historisch graafschap Renfrewshire. Eaglesham ligt ongeveer 16 kilometer ten zuiden van Glasgow, ten zuidoosten van Newton Maes, ten zuiden van Busby en ten zuidwesten van East Kilbride.